# ناقلة الميثيل

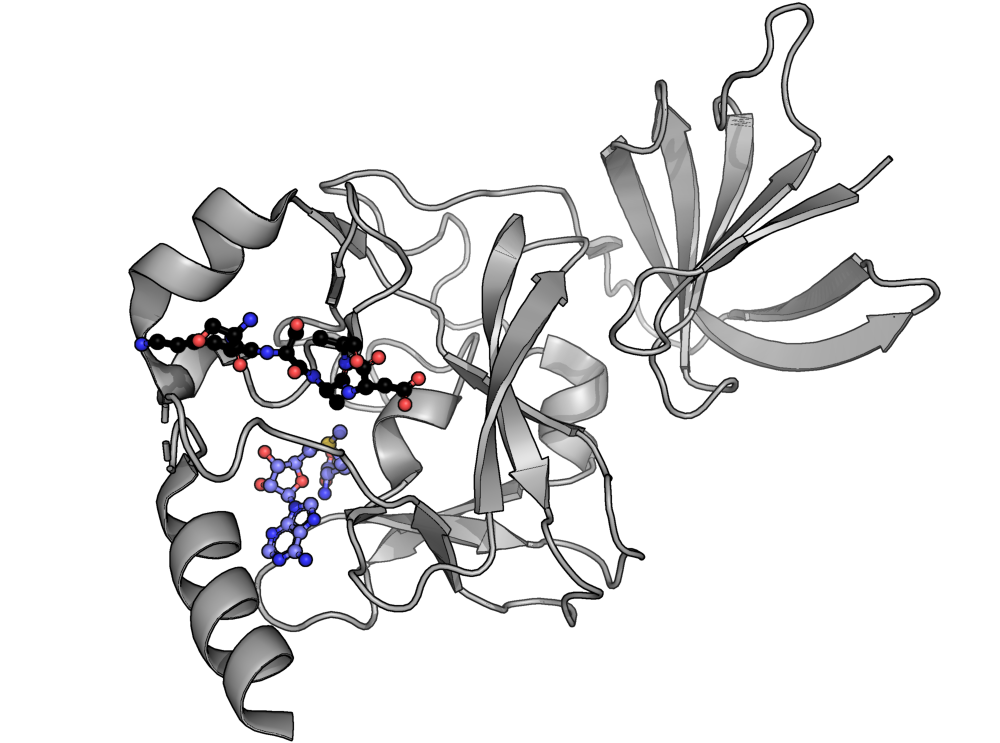
SET7/9، ثمثيل لناقلة ميثيل هستون مع SAM (S-أدينوزيل ميثيونين) بالأحمر وببتيد يخضع للمثيلة بالبرتقالي. (الصورة مصنوعة من الملف 4J83 من ببب.

ناقلة الميثيل (بالإنجليزية: Methyltransferase)‏ هي عائلة كبيرة من الإنزيمات تقوم بمثيلة ركائزها، ويمكن تقسيمها إلى أقسام فرعية عديدة حسب خصائصها البنيوية. أشهر أقسام ناقلات الميثيل هو القسم 1 الذي تحتوي جميع الإنزيمات فيه على تطوي روسمان للارتباط بـ S-أدينوزيل ميثيونين (SAM، سام). يحتوي القسم 2 من ناقلات الميثيل على نطاق SET كمثال نطاق SET لناقلة ميثيل الهستون. والقسم 3 من ناقلات الميثيل لها وظيفة مرتبطة بالغشاء.
يمكن أن تُقسَّم ناقلات الميثيل كذلك إلى أنواع مختلفة حسب الركائز أثناء تفاعلات نقل الميثيل. تشمل هذه الأنواع، ناقلات ميثيل البروتين، ناقلات ميثيل الدنا/ الرنا، ناقلات ميثيل الناتج الطبيعي، وناقلات الميثيل غير المعتمدة على SAM. ‏ SAM هو مانح ميثيل كلاسيكي، لكن لوحظت مانحات ميثيل أخرى طبيعية. الآلية العامة في نقل الميثيل هو الهجوم المحب للنواة المشابه لـ SN2 أين يعمل كبريت الميثيونين كمحب للنواة وينقل مجموعة الميثيل إلى ركيزة الإنزيم. يُحوَّل SAM إلى S-أدينوزيل هوموسيستئين (SAH) أثناء هذه العملية. كسر رابطة سام-ميثيل وتكوين الرابطة ركيزة-ميثيل يحدث بالتقريب في آن واحد.
يوجد هذا التفاعل الإنزيمي في العديد من المسارات وله دور في الأمراض الجينية والسرطان وأمراض الأيض.